# Caernarfon
Caernarfon (també en les formes angleses "Caernarvon" o "Carnarvon") és la capital del comtat de Gwynedd, al nord-oest de Gal·les. Segons el cens del 2001, tenia 26.957 habitants. La ciutat està agermanada amb Landerneau, a França.

## Història
El nom procedeix del gal·lès Caer yn Arfon = "castell a Arfon", fent referència a un fort romà de nom Segontium. Arfon és "(la regió) davant d'Anglesey". Així doncs la ciutat de Caernarfon té el seu origen el fort romà de Segontium, les ruïnes del qual es conserven en un turó al sud-est de la ciutat actual. Segontium va ser construït per Agrícola pels voltants de l'any 77. Era la fortalesa principal dels romans al nord de Gal·les i podia hostatjar un miler de soldats d'infanteria auxiliar. Estava situat en un promontori amb bona visibilitat sobre l'estret d'Afon. Rebé el seu nom, probablement, del riu Seiont, l'estuari del qual banya el castell de Caernarfon. Passada la retirada de les tropes romanes (pels voltants de l'any 385), la fortalesa passà a mans de cabdills locals. Probablement en el segle v es construí una església catòlica. El pas dels normands (segle xi) fou breu, però marcat per l'aixecament d'una primera construcció defensiva en la forma d'un castell de mota i pati.

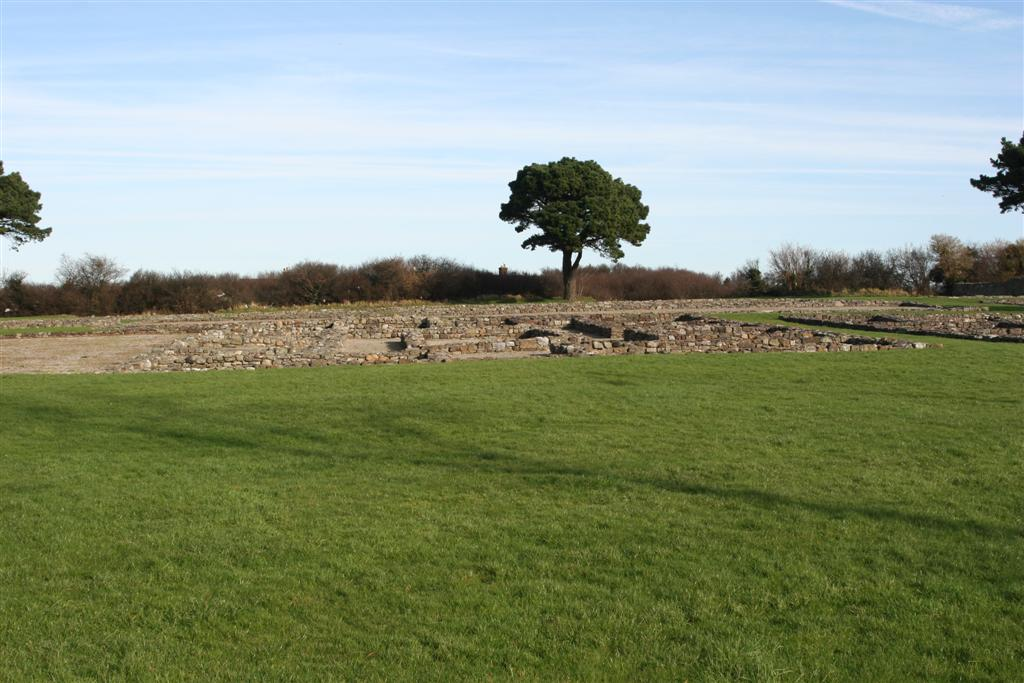
Ruïnes del fort romà de Segontium, que donà origen a la ciutat de Caernarfon

Poc després de la conquesta de Gal·les per Eduard I d'Anglaterra, aquest feu alçar un gran castell al voltant de la mota, amb un poble emmurallat adjacent. L'arquitecte del rei, James of Saint George, aixecà els murs del castell a imatge dels de Constantinoble, coneixedor, possiblement del nom alternatiu gal·lès, Caer Gystennin; a més, Eduard recolzava les croades. El Castell de Caernarfon esdevingué, d'alguna forma, un símbol de la dominació anglesa.
La vila, a qui concedí una carta de drets el 1284, fou designada capital de Gal·les del Nord, i fou el lloc on el fill d'Eduard I, el príncep de Gal·les i més tard rei Eduard II d'Anglaterra, naixeria el 1284.
El castell i les muralles de la ciutat estan excepcionalment ben preservades i han esdevingut un reclam turístic de la població.

## Demografia
Caernarfon té el percentatge més gran de gal·lo-parlants del País. Dels 9.611 habitants del cens del 2001, un 86,1% de la població parlava gal·lès, amb el percentatge més gran de parlants en la franja dels 10 als 14 anys, amb un 97,7% de persones que el parlaven freqüentment. La ciutat és en l'actualitat un focus nacionalista a Gal·les.
Els habitants de Caernarfon reben l'apel·latiu de "Cofis". Aquest mot també designa el dialecte local, una barreja de mots i construccions gal·leses i angleses.

## Investidures
En 1911, David Lloyd George, aleshores parlamentari electe pel districte, concebé la idea d'investir el nou Príncep de Gal·les en el Castell de Caernarfon, amb l'ànim que el fet ajudés a pacificar els nacionalistes gal·lesos, alhora que potenciés el sentiment pro-britànic. La cerimònia es feu el 13 de juliol, amb tota la família reial en una de les seves molt infreqüents visites al País, i el futur Rei Eduard VIII va ser degudament investit.
L'1 de juliol del 1969, una nova investidura tingué lloc al castell, aquesta vegada en la persona del Príncep Carles. Malgrat les amenaces i les protestes dels sectors nacionalistes, la cerimònia transcorregué sense incidents. L'únic fet luctuós la mort de dos membres del Mudiad Amddiffyn Cymru (Moviment de Defensa Gal·lès), Alwyn Jones i George Taylor, quan explotà prematurament la bomba que volien posar a la via del tren a Abergele per aturar el comboi reial.

## Cultura i curiositats

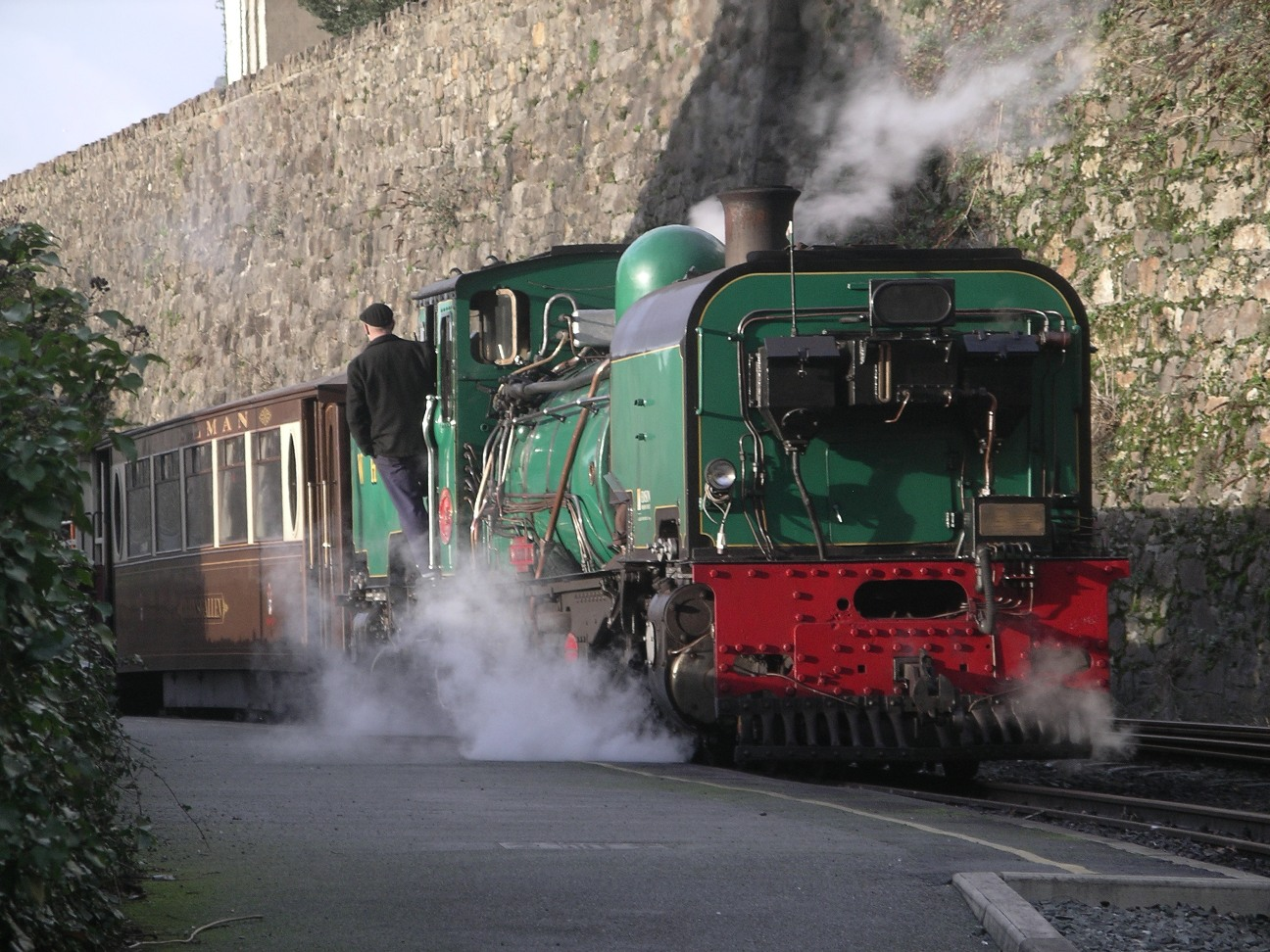
Tren de la Welsh Highland Railway sortint de l'estació de Caernarfon

L'estació de tren de Saint Helen's Road és la capçalera del tren de via estreta Welsh Highland Railway. Caernarfon també va ser un port important quan exportava la pissarra de les pedreres de la Dyffryn Nantlle (la Vall del Nantlle). A 7,4 km al sud-oest de la ciutat hi ha un aeroport de petites dimensions, dedicat a vols de plaer i d'instrucció, i amb un petit museu dedicat a l'aviació.
La ciutat ha estat seu dels Eisteddfod Nacionals de Gal·les dels anys 1862, 1894, 1906, 1921, 1935, 1959 i 1979, a més dels extraoficials del 1877 i 1880.
L'any 1955, Caernarfon reclamà el títol de Capital de Gal·les basant-se en arguments històrics. Cardiff va guanyar abrumadorament la votació que van fer diversos ens locals del país (136 a 11) i esdevingué, així, la primera capital oficial de Gal·les.
La població té un petit port i una platja, guardonada amb la Bandera Blava a Victoria Harbour. Acull també el museu regimental dels Royal Welch Fusiliers (fusellers reials de Gal·les).